# Koos de la Rey
Koos de la Rey (Doornfontein, 1847. október 22. – Potchefstroom, 1914. szeptember 12.) búr tábornok, a második búr háborúban a búr csapatok egyik vezetője, több csatában is részt vett.

## Élete

### Fiatalkora
Jacobus Herculaas de la Rey 1847. október 22-én született egy farmon, Doornfonteinben, Winburg kerületben. Családja francia hugenotta, spanyol és holland keveredésből jött létre. Ő volt a hatodik gyermeke Adrianus Johannes Gysbertus de la Reynek. Anyja neve: Adriana Wilhelmina (szül. Van Rooyen). Röviddel a Bomblassi csata után (1848-ban) elköltöznek a mai Wolmaransstad területére.
De la Rey néhány évig iskolába is járhatott, források szerint remek tanuló volt. A gyémántlelőhely 1871-es felfedezése után Kimberley-be a bánya közelébe költöztek, ahol a fiatal De la Rey bányászfelszerelést vásárolt, és 4 ökröt.
A fiatal De la Rey részt vett a második Basuto háborúban és már itt kitűnt személyes bátorságával, és ravasz észjárásával.
1876-ban ő parancsnokolt Makwassie polgárainak a Sekoenie elleni háborúban. Még ugyanebben az évben feleségül vette Elizabeth Jacoba Greeff-et, a házasságukból állítólag 12 gyermek született. De la Rey végül is a gazdálkodást választotta, mint földműves élt tovább, és  ebből annyira meggazdagodott, hogy hamarosan megvásárolta a Elandsfontein körüli földeket. Ő vezette a termékek szállítását Nyugat-Transvaal-ba így teljesen megismerte a környezetet, és a terepet. Később a háborúban ezt ki is használta.

### Azelső búr háborúban
Az első búr háború során (1880-1881) De la Rey részt vett Potschefstroom ostromában Piet Cronjé parancsnoksága alatt.
1885-ben megválasztották a Lichtenburg Kommandó parancsnokának.
1893-ban tagja lett a népgyűlésnek, ahol nyugodt és karakteres hatással volt az egybegyűltekre. Mint bármely szenvedélyes hazafi számára, neki is a nép akarata volt a legfontosabb.

### Amásodik búr háborúban
1899. szeptember 27-én Piet Cronjé kinevezte őt tanácsadójának. Azonban Cronjé tábornok és de la Ray tábornok soha sem értett egyet, mindketten különböző stratégák voltak. De la Rey ellenezte a háború kitörését, mert még nem volt hozzá elég erős a nép, azonban ezt figyelmen kívül hagyva őt bízták meg a Kraaipani csata vezetésével. Ebben a csatában, neki kellett leadnia az első lövéseket (amelyekkel kitört a második búr háború), ezenkívül pedig kirabolt egy brit páncélvonatot és foglyul ejtett 26 katonát illetve elrabolt nagy mennyiségű lőszert.
Ezt követően Cronjé és De la Rey között folyamatos nézeteltérések voltak, Mafikeng ostrománál is. De la Rey ellenezte az ostromot, (később ez helyesnek bizonyult), Cronjé tábornok azonban támadni akart.
1899. októberében De la Reyt nevezték ki a területi parancsnoknak, ezért ostrom alá vette Kimberley-t.
A Rooilaagtei csata során 1899. november 25-én De la Rey, Lord Methuen-el csapott össze, ahol az angolok elkergették pozíciójukból a védekező búrokat.
A Modderriveri csata alatt De la Rey megtapasztalta milyen az igazi háború, több személyes csapás is érte. Ő megsebesült a vállán, és legidősebb fia, Adrian, pedig elesett a csatában.
1900. december 3-án értékes szállítmány érkezett a búrokhoz, 126 kocsi ruha, csizma és egyéb karácsonyi finomságok, amelyeket a britek küldtek nekik.
1900-ban a Nooitgedachti csatában a búrok hatalmas győzelmet arattak. A hivatalos brit veszteségek 638, míg a búr veszteség csak 17 elesett és 61 sebesült. De la Rey kiváló módszerekkel harcolt a britek ellen, modern fegyvereik ellen ő szaktudását, hazaszeretetét, és leleményességét adta.
A kezdeti békefeltételek elfogadhatatlanok voltak, De la Rey-nek mégis sikerült meggyőznie a polgárokat, hogy muszáj békét kötni. Ezt egy hivatalos beszédében mondta el, 1902. május 29-én. Erre azért volt szükség mert a küzdelem alatt az ország teljesen kimerült. A háború alatt Nonnie, De la Rey felesége, rendkívüli módon támogatta őt. Az első fázisban, gyakran meglátogatta őt a kommandós napjaiban és 1900 decemberében. A lány közeli kapcsolatban maradt vele, még több hónapig bejártak de la Reyhez gyermekeivel.

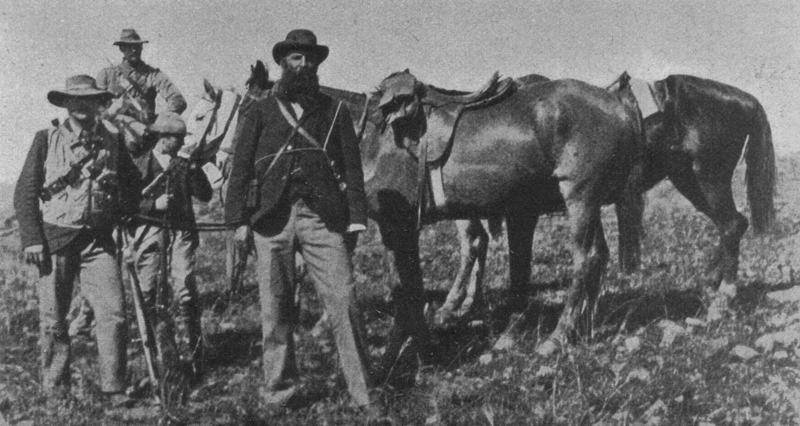
De la Rey a háború után 1902-ben.

### Utolsó évei
Koos de la Rey a háborúk után visszahúzódva élt és nem vett részt a politikában, de tagja volt a "Het Volk" pártnak, és támogatója Louis Botha tábornoknak.
1908-1909-ben megválasztott tagként ő vezette Transvaal küldöttséget a Nemzeti Konferencián. Ezt követően nevezték ki szenátornak és a Nemzeti Párt alapítója lett.
1913-ban hiába próbálta rendezni a nézeteltérést Botha és Hertzog között.
1914. szeptember 15-én C. F. Beyers frissen leköszönt vezérkari főnök kocsiján vitte Potchefstroom katonai táborába. Feltételezhetően a még mindig kikezdhetetlen tisztességű, legendás de la Rey nimbuszát akarták kihasználni, hogy a tábor milicistái élén kormányellenes lázadást robbantsanak ki, melyet Beyers szervezett. Éjjel egy útakadályhoz érve rendőrök akarták megállítani az autójukat, akik a közelben garázdálkodó és szintén kocsin közlekedő Foster-banda felfegyverzett tagjait próbálták elfogni. A két tábornok feltehetően megijedt a lelepleződéstől és megállás nélkül tovább akart hajtani. A rendőrök egyike leadott egy lövést, ami halálosan megsebesítette de la Reyt. A balesetet követően rövid időn belül elhunyt, 67 éves korában.

## Lásd még
- Búrok
- Első búr háború
- Második búr háború
- Búr felkelés